# Carlo Sebastiano Berardi
Carlo Sebastiano Berardi (Oneglia, 26 agosto 1719 – 3 agosto 1768) è stato un presbitero e avvocato italiano.

## Biografia
Dopo aver studiato Teologia a Savona presso i Chierici regolari poveri della Madre di Dio delle scuole pie, fu ammesso al sacerdozio e in seguito iniziò a studiare Legge a Torino, applicandosi in particolare al diritto canonico. Nel 1749, fu nominato prefetto della facoltà di Legge dell'Università di Torino, mentre a partire dal 1754 fino alla morte fu professore di Diritto Canonico nello stesso istituto.

## Opere
Le opere di Berardi sono:
- Gratiani canones genuini ab apocryphis discreti, corrupti ad emendatiorum codicum fidem exacti, difficiliores commodâ interpretatione illustrati (4 voll., in quarto, Torino, 1752–57; Venezia, 1777, 1783).

Questa è una stimata critica al Decretum Gratiani, secondo solo alle opere di Antonio Agostino. In esso vengono mostrate le autorità originali del Decretum, sebbene risulti essere impreciso nella distinzione tra le fonti originali e quelle falsate. Un compendio di quest'opera, redatto da un anonimo e pubblicato a Venezia nel 1778, è intitolato Compendium Commentariorum Caroli Sebastiani Berardi in Canones Gratiani;
- De Variis Sacrorum Canonum Collectionibus ante Gratianum, pubblicato insieme alla precedente opera;
- Commentaria in Jus Ecclesiasticum Universum, (4 voll., in quarto, Torino, 1766; 2 voll., in ottavo, Venezia, 1778, 1789, 1847).
- Institutiones Juris Ecclesiastici (2 voll., Torino, 1769).